# The Color Before the Sun
Albums de Coheed and Cambria
The Afterman: Descension
(2013) The Unheavenly Creatures
(2018)
Singles
1. You Got Spirit, Kid
Sortie : 10 juillet 2015
2. Here to Mars
Sortie : 3 septembre 2015

The Color Before the Sun est le huitième album studio du groupe new-yorkais de rock progressif Coheed and Cambria, sorti le 16 octobre 2015 sur le label 300 Entertainment.

## Liste des chansons
| No  | Titre                 | Durée |
| --- | --------------------- | ----- |
| 1.  | Island                | 5:02  |
| 2.  | Eraser                | 3:53  |
| 3.  | Colors                | 4:41  |
| 4.  | Here to Mars          | 4:01  |
| 5.  | Ghost                 | 2:45  |
| 6.  | Atlas                 | 6:03  |
| 7.  | Young Love            | 3:50  |
| 8.  | You Got Spirit, Kid   | 4:11  |
| 9.  | The Audience          | 6:10  |
| 10. | Peace to the Mountain | 6:33  |

## Composition du groupe
- Claudio Sanchez : voix, guitare
- Travis Stever : guitare, chœurs
- Josh Eppard : batterie, percussion, chœurs
- Zach Cooper : basse, chœurs